# 赛勒斯
赛勒斯（波斯语：کوروش）又譯居鲁士，是一个阳性人名，曾有数位波斯国王名为赛勒斯，例如居鲁士二世、居鲁士一世、小居鲁士。很多古波斯语纪念碑和铭文中都出现过居鲁士一名。一些作家曾称居鲁士这一人名与波斯语中的太阳有关但现代学界未接受这个说法。